# فرودگاه اشتراکی دوسن
فرودگاه اشتراکی دوسن (به انگلیسی: Dawson Community Airport) یک فرودگاه همگانی بهره‌برداری هوایی با کد یاتا GDV است که یک باند فرود آسفالت دارد و طول باند آن ۱۷۳۹ متر است. این فرودگاه در کشور ایالات متحده آمریکا قرار دارد و در ارتفاع ۷۴۹ متری از سطح دریا واقع شده‌است.